# Frankston (Victoria)
Frankston ist eine Stadt im Bundesstaat Victoria, Australien. Der Vorort liegt etwa 54 Kilometer südöstlich von Melbourne an der Port Phillip‑Bucht. Frankston hat 37.331 Einwohner (2021) und ist Zentrum der Local Government Area Frankston City.

## Geographie
Frankston liegt an der Südostküste der Port-Phillip-Bucht im Norden der Mornington-Halbinsel. Das Land um Frankston ist flach. Der höchste Punkt der Stadt liegt 65 Meter über dem Meeresspiegel.
Die nächste größere Stadt ist Dandenong rund 20 Kilometer nordöstlich von Frankston.

## Klima
Das Klima ist gemäßigt. Die Durchschnittstemperatur beträgt 14 °C. Der wärmste Monat ist der Januar mit 22 °C, der kälteste Monat ist der Juni mit 7 °C. Die durchschnittliche Niederschlagsmenge beträgt 1.251 mm pro Jahr. Der feuchteste Monat ist der Mai mit 154 mm Regen, der trockenste Monat ist der Januar mit 51 mm Regen.

## Infrastruktur
Frankston ist ein Zentrum für Handel, Bildung und Gesundheit. Im Ort befindet sich der Endbahnhof der Frankston Line von  Metro Trains Melbourne (Frankston Station). Auch Hauptverkehrsstraßen wie der Nepean Highway verbinden den Ort direkt mit Melbourne.

## Persönlichkeiten
- Walter Burley Griffin (1876–1937), US-amerikanischer Architekt und Landschaftsgestalter
- Vernon Sturdee (1890–1966), australischer Generalleutnant
- John Goode (1927–2008), britisch-australischer Autor und Amateur-Herpetologe
- John Edward Barrett (1928–2023), australischer Australian-Football-Spieler
- Phillip Lynch (1933–1984), australischer Politiker
- Peter Joseph Connors (* 1937), australischer Priester und Bischof von Ballarat
- Anthony John Ireland (* 1957), australischer Geistlicher
- Lisa Jayne Campbell (* 1968), australische Badmintonspielerin
- Paul Denyer (* 1972), australischer Serienmörder
- Ryan Broekhoff (* 1990), australischer Basketballspieler
- Dougie Baldwin (* 1996), australischer Schauspieler